# Crassula alba
Crassula alba es una especie del género Crassula distribuida por África.  

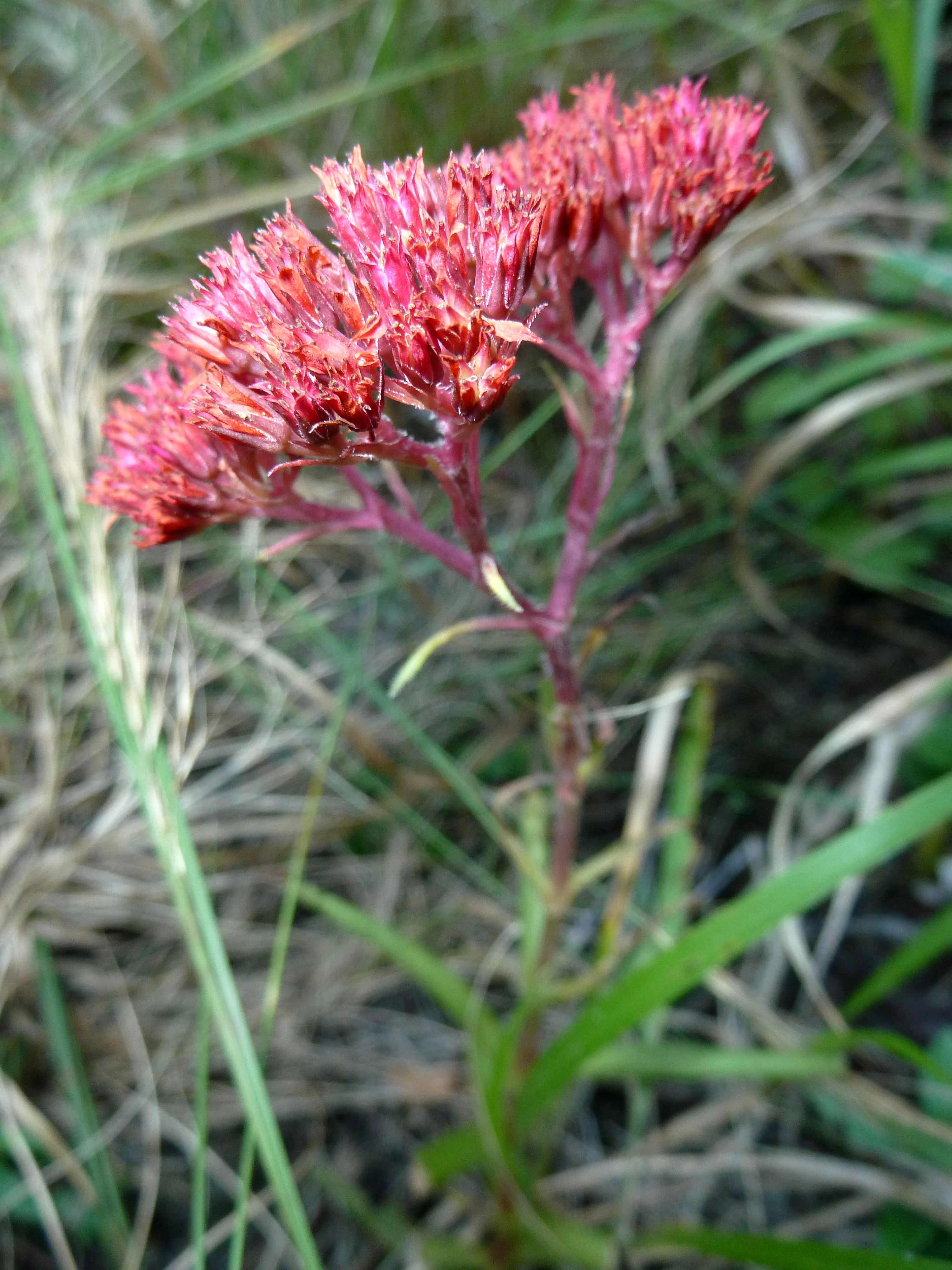
Inflorescencia

## Descripción
Es una hierba suculenta perenne o bianual, que alcanza un tamaño de 90 cm de altura; con raíz tuberosa producción de uno a muchos tallos, rodeado en la base por una roseta de hojas carnosas densas que generalmente desaparecen en la antesis; el tallo erecto, simple, carnoso.

## Ecología
Se encuentra en los bosques, sabanas; grietas de las rocas y afloramientos rocosos; en Zaire son hiperacumuladoras de cobalto: 1,712 mg / g de peso seco; a una altitud de (450-) alt 1500-4100m en el Sur de África (Transvaal, Natal, Estado Libre de Orange, Cabo Prov.), Suazilandia, Lesoto; Arabia.

## Taxonomía
Crassula alba fue descrita por Peter Forsskål y publicado en Flora Aegyptiaco-Arabica 60. 1775.
Etimología
Ver: Crassula
alba: epíteto latino que significa "blanco".
Variedad aceptada
- Crassula alba var. parvisepala (Schönland) Toelken

Sinonimia
- Crassula abyssinica A.Rich.
- Crassula alba var. alba
- Crassula milleriana Burtt Davy
- Crassula puberula R.Br.
- Crassula recurva N.E.Br.
- Crassula rubicunda E.Mey. ex Harv.
- Crassula rubicunda var. flexuosa Schönland
- Crassula rubicunda var. hispida Schönland
- Crassula rubicunda var. lydenburgensis Schönland
- Crassula rubicunda var. milleriana (Burtt Davy) Schönland
- Crassula rubicunda var. subglabra Schönland
- Crassula stewartiae Burtt Davy
- Rochea dichotoma Hochst. ex A.Rich.
- Rochea vaginata Hochst. ex A.Rich.
- Sedum rubicundum Kuntze[3]